# Terremoto de Bali de 1917
El terremoto de Bali de 1917 ocurrió a las 07:11 hora local del 21 de enero de 1917. Tuvo una magnitud estimada de 6,6 en la escala de magnitud de onda superficial y una intensidad máxima percibida de IX en la escala de intensidad de Mercalli. Causó daños generalizados en todo Bali, particularmente en el sur de la isla. Provocó numerosos deslizamientos de tierra, que causaron el 80% de las 1.500 víctimas.

## Entorno tectónico
La isla de Bali forma parte del Arco de la Sonda, que se formó sobre el límite convergente donde la Placa Australiana se subduce debajo de la Placa de la Sonda. La tasa de convergencia a través de la línea de la Fosa de Sunda-Java es de 7,5 centímetros por año. Hacia el este de Bali, el Arco de la Sonda también está siendo empujado sobre las cuencas del retroarco de Bali y Flores en una serie de empujes hacia el sur. Los mecanismos focales de los terremotos cerca de Bali son predominantemente de sentido de empuje tanto en la interfaz de subducción como en el sistema de fallas de empuje hacia el norte.

## Terremoto
El terremoto fue registrado por el sismógrafo Wiechert en Batavia, que indicó un epicentro al sureste de la isla. Se produjo una disminución generalizada de la intensidad del temblor desde el sur de la isla hacia el norte. El terremoto también se sintió en el este de Java y Sumbawa, y con especial fuerza en Lombok. Se observó un pequeño tsunami en la costa sureste de Bali, pero no causó daños.

## Daños
El terremoto provocó numerosos deslizamientos de tierra. Se estima que hubo 1.500 víctimas, de las cuales el 80% fueron consecuencia de los deslizamientos de tierra. 2.431 templos fueron destruidos o gravemente dañados,incluido el Pura Ulun Danu Batur.